# Episodi di Add a Friend

## Episodi

### Prima stagione (2012)
- Operation Mathilda
- Julia Rock
- Spargel für zwei
- Die Kassette
- Der Glücksbringer
- Mallorca Gerd
- Der Abstandstyp
- All In
- Vollidiot schreibt man mit zwei l
- Kennen Sie diese Frau?

### Seconda stagione (2013)
- Alles auf Anfang
- New York, New York
- Andere Länder, andere Sitten
- Kings Of Darkness
- Scheiße in Dosen
- Ich will frei sein! Ich widerstehe!
- Der Franky
- Stripper oder Fotograf
- Posttraumatisches Lecksyndrom
- Gute Reise

### Terza stagione (2014)
- Samba (olé!)
- Fritjes. Frikandel.
- Artenzählung
- Wer hat Angst vorm bösen Klaus?
- Ko-schwanger
- Vetternwirtschaft
- Es waren doch die 70er!
- Turm der Liebe
- Stein, für Stein, für Stein
- Neues Leben, neues Glück